# Rompe
Rompe is een lied van de Nederlandse rappers Priceless, Frenna en Murda. Het werd in 2019 als single uitgebracht.

## Achtergrond
Rompe is geschreven door Tevin Irvin Plaate, Jackie Nana Osei, Francis Junior Edusei en Onder Dogan en geproduceerd door Spanker. Het is een nummer uit de genres nederhop en reggaeton. In het lied zingen de rappers over een vrouw en wat ze voor haar willen doen. Naast de rappers zou ook de rapper Feis een bijdrage leveren aan het nummer, maar deze overleed vlak voordat het werd opgenomen. Op de B-kant van de single is een instrumentale versie van het lied te vinden. De single heeft in Nederland de platina status.
Het is niet de eerste keer dat de rappers met elkaar samenwerken. Priceless en Frenna waren samen jarenlang onderdeel van de rapformatie SFB en hadden daarmee meerdere hits, waaronder Nu sta je hier, Lovely body en Drip. Ook buiten de formatie hadden ze al samen hits, zoals Wasteman en Freak in the weekend. Frenna en Murda waren al eerder samen te horen op Soon en waren na Rompe te horen op de hit Eigenaar. Het is de eerste en enige hitsamenwerking van Murda en Priceless.

## Hitnoteringen
De artiesten hadden succes met het lied in Nederland. Het piekte op de eerste plaats van de Single Top 100 en was vier weken op deze positie te vinden. In totaal stond het 24 weken in deze hitlijst. In de Top 40 kwam het tot de zestiende plek in de vijf weken dat het in de lijst te vinden was.